# Luật báo chí của Việt Nam Cộng hòa
Luật báo chí của Việt Nam Cộng hòa; còn được biết đến dưới cái tên Luật 019/69, do Tổng thống Việt Nam Cộng hòa, ông Nguyễn Văn Thiệu ban hành ngày 30/12/1969 tại Sài Gòn. Toàn bộ đạo luật có 8 chương và 69 điều.

## Bối cảnh ra đời của Luật
Tổng thống Nguyễn Văn Thiệu cho nghiên cứu và biên soạn đạo luật này nhằm đáp ứng đòi hỏi về xuất bản và xóa đi ấn tượng chính quyền o ép báo chí có từ thời ông Ngô Đình Diệm. Cho đến tận cuối năm 1969 luật này mới được ban hành. Luật này được xem là đạo luật tiến bộ nhất trong toàn bộ thời gian tồn tại của chính thể Việt Nam Cộng hòa. Tuy nhiên, nó không tồn tại được lâu mà sau đó bị thay thế bởi Luật 007/72; tức đạo luật này chỉ tồn tại được 3 năm.

## Nội dung căn bản của Luật
- Chương 1: Điều khoản căn bản

Chương này chỉ có 2 điều, trong đó khẳng định ngay câu đầu "Quyền tự do báo chí là quyền tự do căn bản trong chính thể Việt Nam Cộng hòa"
Sự giới hạn của quyền tự do báo chí là không được phương hại đến danh dự cá nhân, an ninh quốc gia và thuần phong mỹ tục. Báo chí cũng không thể bị đóng cửa nếu không có quyết định của cơ quan tư pháp.
Chế độ kiểm duyệt báo chí không được chấp thuận.
- Chương 2: Xuất bản báo chí

Các thể nhân (cá nhân) hoặc pháp nhân có quốc tịch Việt Nam đều được xuất bản báo mà không cần xin phép, họ chỉ cần làm thủ tục khai báo tại Bộ Thông tin Việt Nam Cộng hòa. Ngoài các giấy tờ tùy thân, chủ báo chỉ cần có văn bằng, giấy tờ chứng minh quá trình làm báo của chủ bút và chủ nhiệm. Đồng thời là lý lịch tư pháp mới nhất của các vị này và người quản lý.
Bộ Thông tin có nghĩa vụ phải lập tức cấp chứng nhận tạm thời khi nhận đủ giấy tờ nộp lên. Sau tối đa một tháng từ lúc cấp giấy này, Bộ Thông tin phải cấp giấy phép chính thức. Nếu không cấp giấy phép chính thức, Bộ phải viện rõ lý do. Trường hợp không có lý do chính đáng, giấy phép tạm thời thành chính thức. Các kiện cáo liên quan có thể được giải quyết ở cấp cao hơn là Tham chánh viện. Chậm nhất ba tháng sau khi đủ hồ sơ hợp lệ, chủ báo phải xuất bản báo. Nếu họ dừng xuất bản hai tháng, sẽ bị coi là đình bản vĩnh viễn.
Thêm một điểm đáng chú ý là các ngoại kiều cũng có quyền xuất bản báo. Tuy nhiên, có khó hơn một chút vì họ cần được Tổng trưởng Bộ Thông tin cấp phép sau khi hội ý với Tổng trưởng Bộ Nội vụ.
- Chương 3: Quyền hạn và trách vụ của báo chí
- Báo chí không thể bị tạm đình bản hay đình bản vĩnh viễn, nếu không có quyết định của cơ quan tư pháp.
- Để bảo vệ an nình quốc gia, trật tự công cộng hay/ và thuần phong mỹ tục, tại Sài Gòn, Tổng trưởng Nội vụ có quyền ra lệnh tịch thu một tờ báo nào đó trước hay trong khi lưu hành. Tại các tỉnh, Tỉnh trưởng cũng có quyền này. Song sau đó trong vòng 8 ngày họ phải tiến hành khởi tố được tờ báo đó trước tòa. Trong khi chờ phán quyết của tòa, báo vẫn được ra bình thường. Báo có quyền phản tố. Nếu chính quyền sai, sẽ đền bù đầy đủ, lấy từ công quỹ.
- Báo chí không thể bị khởi tố khi tường thuật hay đăng tải các: tường thuật phiên họp, các thuyết trình, các ý kiến thể hiện quan điểm chính trị của mọi dân biểu, có quyền trích dịch mọi nguồn thông tin. Báo chí có quyền chỉ trích Chính phủ miễn là không nhằm mục tiêu tuyên truyền.
- Các dẫn chứng sẽ bị cấm và bị quy là phỉ báng một cá nhân hay cơ quan nếu:

- Liên quan đến đời tư.
- Sự việc xảy ra đã trên 10 năm.
- Nhân vật dù có án song đã được tha tù hay miễn thi hành.
- Các báo cũng không được mạ lỵ các nhân vật cao cấp trong chính quyền, từ nhân viên chính phủ đến tổng thống, tư nhân, người quá cố.
- Đặc biệt, còn có quy định (điều 34) báo chí không được công bố các tài liệu về các vụ án trước khi các tài liệu này được công bố trước tòa. Không được phép tường thuật các vụ án mạ lỵ, phỉ báng, ly thân, ly hôn, các vụ kiện khác mà tòa không cho phép.
- Việc đính chính khi báo đăng tin sai được quy định rất rõ về số ngày (sau khi có bản đính chính, phải đăng trong một trong ba số báo gần nhất) với đúng vị trí, cỡ chữ như tin bài đã đăng.
- Chương 4: Phát hành báo chí
- Báo chí phải khai báo đầy đủ về hệ thống phát hành của mình với chính quyền.
- Bất kể là thể nhân hay pháp nhân làm phát hành phải khai báo như trên và ký quỹ 500.000 đồng tại Tổng nha ngân khố. Trái lại sẽ bị đóng cửa và trừng phạt.
- Chương 5: Hội đồng Báo chí

Hội đồng này đại diện cho báo giới (giống Hội Nhà báo). Thành phần có đại diện cho làng báo, mỗi báo ít nhất 2 người là Chủ nhiệm và một ký giả đại diện cho báo.
Định nghĩa nhà báo trong luật này rất đơn giản là người nhận thù lao và cộng tác thường xuyên với báo chí. Nhà báo phải có thẻ hành nghề. Thẻ này do báo cấp và chỉ cần đăng ký ở Bộ Thông tin.
- Chương 6: Chế tài hình sự

Quy định chi tiết mức hình phạt với việc vi phạm mỗi điều cụ thể trong luật này.
- Chương 7: Thủ tục truy tố

Chi tiết các thủ tục truy tố đúng quy trình và phù hợp với các luật pháp khác.
- Chương 8: Điều khoản tổng quát

Có 3 điều, để thi hành luật này.

## Các tác động của Luật và so sánh
Đây là một đạo luật được xem là khá tiến bộ và tạo ra hiệu ứng tốt. Do đó tạo ra sự bùng nổ xuất bản báo chí. Sau này, chính quyền Sài Gòn đã thay và bổ sung Luật này bằng Sắc luật 007/72, một đạo luật khắt khe hơn nhiều. Đầu tiên, Luật mới quy định số tiền phải ký quỹ rất lớn làm nhiều báo không có tiền ký đành đóng cửa và các nhà báo tổ chức ngày biểu tình "ký giả ăn mày". Đồng thời, trong đó quy định tờ báo nào bị tịch thu lần thứ hai do có bài vi phạm an ninh quốc gia và trật tự công cộng thì sẽ bị đóng cửa vĩnh viễn. Trước khi có luật này, một tờ báo bình thường, mỗi tuần ít nhất cũng bị tịch thu một, hai lần; ra tòa chỉ bị phạt miệng và tờ báo chẳng đóng phạt đồng nào! Có vài con số thống kê đáng chú ý là: từ vụ xử đầu tiên theo sắc luật 007/72 (tờ báo đã bị đưa ra Tòa án Quân sự Mặt trận Biệt khu Thủ đô đầu tiên là Điện Tín ngày ngày 18 tháng 8 năm 1972) cho đến hết năm 1973 có tất cả 228 vụ tịch thu và truy tố báo chí. Trước đó khi chưa có sắc luật 007/72, từ tháng 12/1969 đến tháng 8/1972 có đến 5.000 vụ "vi phạm luật báo chí" cũ (luật 019/69).